# Manuel Grimaldo
Manuel Grimaldo (1 de enero de 1940) fue un volante peruano destacado en la época de los 60s, era conocido por ser muy corajudo y que pegaba mucho. Llegó a Alianza Lima en 1958 y se mantuvo en el equipo blanquiazul hasta 1967. Con Alianza Lima jugó 10 campeonatos de Primera división y ganó 3 de ellos.
Excelente jugador, los hinchas de Alianza Lima lo recuerdan porque formó un excelente mediocampo con su compadre Juan de la Vega en el equipo blanquiazul. Fue convocado por la Selección Peruana para el Campeonato Sudamericano de 1959.
Finalmente, se retiró defendiendo la camiseta del Club Bolívar de Bolivia en 1971, equipo donde obtuvo 1 campeonato nacional y 1 subcampeonato.
Grimaldo radica en Estados Unidos y cada vez que viene a Lima se junta con sus amigos Juan de la Vega y Víctor Rostaing.

## Clubes
| Club         | País    | Año         |
| ------------ | ------- | ----------- |
| Alianza Lima | Perú    | 1958 - 1967 |
| Club Bolívar | Bolivia | 1968 - 1971 |

## Palmarés

### Campeonatos nacionales
| Título           | Equipo       | País    | Año  |
| ---------------- | ------------ | ------- | ---- |
| Primera División | Alianza Lima | Perú    | 1962 |
| Primera División | Alianza Lima | Perú    | 1963 |
| Primera División | Alianza Lima | Perú    | 1966 |
| Primera División | Club Bolívar | Bolivia | 1968 |